# کسی تلسکوپ
کسی تلسکوپ یک ستاره است که در صورت فلکی تلسکوپ قرار دارد.